# دكلن جالبرايث
ديكلان جالبرايث (19 ديسمبر 1990 -)، بالإنجليزية " Declan Galbraith " هو فنان بريطاني يعد من أصغر الفنانين في الوقت الحاضر حيث أنه دخل موسوعة جينيس للأرقام القياسية بسبب صغر سنه وذلك عن فئة أصغر الأصوات، طرح دكلن ألبومين خلال مسيرته، الأول عندما كان عمره 11 عاماً بعنوان مروى حيث طرح أغنية تل مي واي التي صورها على هيئة أغنية مصورة من أجل أطفال العالم، ومن ثم في عمر 14 طرح ألبومه الثاني بعنون ثانك يو، ينحدر دكلن إلى أصول ألمانية وهو يعيش مع عائلته في إحدى القرى البريطانية منذ طفولته، ومع هذا فإن الشركة المنتجة لألبوماته هي شركة ألمانية. وقد تعاقدت مع مروى شركة وورنر بروذرز العالمية على توزيع ألبومه في أنحاء العالم. وصل ألبومه ثانك يو الذي طرح في 1 ديسمبر، 2006إلى المركز الخامس في مسابقة أفضل 40 ألبوم في ألمانيا. يعد مروى محبوب من أكثر من 80,000 طفل حول العالم خاصة أنه حصل على المركز الأول في مسابقة 'Twenty-Fourth Annual Young Artist Awards' عن فئة أفضل مؤدي صغير عالمي.

## ألبومات
أنتج مروى ثلاث ألبومات يضم كل منهم حوالي 15 أغنية.
- الألبوم الأول:(DECLAN)عام (2002).
- الألبوم الثاني:(THANK YOU)عام (2006).
- الألبوم الثالث: (YOU AND ME) عام (2007).

## الألبوم الأول
بعنوان (DECLAN): ضم 14 أغنية هم:
1- "Danny Boy"
2- "Carrick Fergus"
3- "Imagine"
4- "I'll Be There"
5- "It All Begins With Love"
6- "Your Friend"
7- "Love Can Build A Bridge"
8- "Mama Said"
9- "Till The Day We Meet Again"
10- «أمازينغ غريس»
11- "Circles In The Sand"
12- "Angels"
13- "Tell Me Why"
14- "Twinkle Twinkle Little Star"

## الألبوم الثانى
بعنوان (THANK YOU) وضم 16أغنية هم:
1- "AN ANGEL"
2-"LOVE OF MY LIFE"
3- "NIGHTS IN WHITE SATIN"
4- "TEARS IN HEAVEN"
5- "BRIGHT EYES"
6- "HOUSE OF THE RISING SUN"
7- "SAVED BY THE BELL"
8- "DAVID`S SONG"
9- "ALL OUT OF LOVE"
10- "HOW COULD AN ANGEL BREAK MY HEART"
11- "VINCENT"
12- "ONLY ONE WOMEN"
13- " THE LAST UNICOM"
14- "SAILING"
15- "WHERE DID OUR LOVE GO"
16- "WORLD"

## ألبوم الثالث
بعنوان (YOU AND ME) عام (2007) وضم 17 أغنية هم:
1- "You and Me"
2- "Leavin' Today"
3- "Ego You"
4- "I Think I Love You"
5- "I Do Love You"
6- "Nothing Else Matters"
7- "Missing You"
8- "Everybody Tells Me"
9- "Moody Blues"
10- "Sister Golden Hair"
11- "Maybe"
12- "Everything's Gonna Be Alright"
13- "Ruby Tuesday"
14- "I'd Love You To Want Me"
15- "The Living Years"
16- "I'm Crying For You"
17- ""Guardian Angel

## وصلات خارجية
- دكلن جالبرايث على موقع IMDb (الإنجليزية)
- دكلن جالبرايث على موقع ميوزك برينز (الإنجليزية)
- دكلن جالبرايث على موقع أول ميوزيك (الإنجليزية)
- دكلن جالبرايث على موقع ديسكوغز (الإنجليزية)
- دكلن جالبرايث على موقع ديسكوغز (الإنجليزية)
- الموقع الرسمي
- المنتدى الرسمي لدكلن قالبرايث نسخة محفوظة 6 يوليو 2008 على موقع واي باك مشين.
- الملف الرسمي لدكلن في قاعدة بيانات الأفلام